# كلب كنغال
كلب كَنغال هو نوع سلالة من الكلاب كبير الحجم ويستخدم ل حراسة الماشية موطنه الأصلي شرق تركيا.